# Iglesia de San Pedro Apóstol (Torredonjimeno)
La iglesia de San Pedro Apóstol es un templo católico de estilo renacentista, que está situado en la plaza del mismo nombre, a espaldas del ayuntamiento, en la localidad jiennense de Torredonjimeno.
La iglesia fue diseñada por el arquitecto Francisco del Castillo, que realizó numerosas obras en la zona como la fachada del ayuntamiento de Martos (1577), o la iglesia de Ntra. Sra. de la Natividad en Jamilena (1559). Es un ejemplo de las parroquias en las que se combina una estructura manierista, patente en el exterior y en la planta rectangular de tres naves separadas por pilares en los que apoyan arcos de medio punto, cubiertas por armadura mudéjar.

## Ambientación histórica
Como consecuencia directa de la victoria cristiana en Las Navas de Tolosa en el año 1212, se originó un completo debilitamiento del poder islámico en la península ibérica. Este factor fue uno de los más relevantes que, más adelante, permitió a Fernando III reconquistar las tierras del valle del Guadalquivir, entre las que se hallaba el Reino de Jaén.
Tras esta reconquista, en 1228 el rey hizo donación a perpetuidad de gran parte de las tierras recuperadas de la Orden de Calatrava, entre las que se encontraba Torredonjimeno. La localidad fue asaltada, según la tradición, el 29 de junio de 1225, festividad de San Pedro y San Pablo.
En conmemoración de la conquista, el apóstol San Pedro fue considerado patrono de la ciudad, patronazgo que en 1580 pasaría a los Santos Mártires Cosme y Damián por voto popular, y titular de la parroquia, la única existía en la localidad, que quedaba a beneficio, cargo y cuidado de los freiles de Calatrava.
Son precisamente los caballeros de Calatrava quienes deciden levantar el solemne templo que ha llegado hasta el día de hoy, tras haber sido restaurado como consecuencia de un derrumbamiento ocurrido el 29 de julio de 1981.
En 1592 finalizó la construcción de la iglesia de San Pedro, que se vio favorecida por la influencia que Gutierre López de Padilla ejercía en la Corte de Felipe II. Gutierre fue un hombre estrechamente ligado a Torredonjimeno y obtuvo de parte del rey la licencia y el apoyo económico necesario para construir el templo. Tras su muerte, fue enterrado bajo el altar mayor de la iglesia conventual de Ntra. Sra. de la Piedad de la localidad tosiriana.

## Descripción artística
El templo parroquial de San Pedro Apóstol es un claro exponente del Renacimiento. Contó en su construcción con la participación de Francisco del Castillo "el Mozo", conocido discípulo de Vignola que hacia 1570-1580 anduvo por tierras jiennenses. Trabajó en la catedral de Baeza y en la localidad de Martos, donde construyó la cárcel, así como una fuente monumental de marcado carácter viñolesco.
La iglesia está dividida en tres naves por sobrias columnas de orden toscano, con éntasis en su fuste, sobre las que se alzan arcos de medio punto que soportan la techumbre, un artesonado mudéjar, "de par y nudillo", realizado en madera y decorado en sus vías transversales con motivos árabes, así como en dos paños de lacerías situados en sus extremos.
El centro de esta parroquia lo constituye su amplio presbiterio, centro de la acción litúrgica, visible para todos y en el que sobresalen el altar y la sede. Dos capillas se abren a los lados del presbiterio, ambas artísticamente decoradas con motivos propios del renacimiento en las bóvedas de medio cañón que las cubren. Son las de la Virgen de las Angustias, con un altar labrado también de estilo renacentista, y la del Cristo del Amor y Silencio, actualmente baptisterio.
Una tercera capilla se sitúa en el ángulo sudoccidental del templo: la de la Virgen del Carmen, ornamentada con un artístico retablo.
La cabecera del templo es, sin duda, lo más destacado. En el ábside se encuentran los frescos, en el que se representa la Gloria, con perfecta simetría: en el eje central destaca la Stma. Trinidad, y a ambos lados, dispuestos en casquetes radiales, se distribuyen los ángeles y algunos personajes bíblicos. Fueron acabadas en 1597, según consta en la misma bóveda. Tradicionalmente se consideraron obra de un pintor local llamado Luis Ureña, pero algunos datos hallados a raíz de su restauración en 2018 permiten desmentir dicha autoría, pudiendo hoy atribuirse con seguridad a Esteban Perolli -en dicha restauración apareció su firma-, sobrino del pintor genovés Juan Bautista Perolli contratado por el marqués de Santa Cruz para decorar su palacio de El Viso del Marqués.
También es de destacar la decoración del intradós del arco del que arranca el ábside, en el que, encuadrados por una estructura similar a eslabones de cadena, hay figuras de características pompeyanas, muy semejantes a las virtudes y matronas clásicas, que representan una sucesión de mártires, santos y santas.
Dos grandes escudos, el de Felipe II y el de la villa tosiriana, decoran las pechinas.
El actual retablo mayor, colocado en 1964, sustituye al retablo plateresco destruido en la contienda civil de 1936-1939. Fue traído de la provincia vallisoletana y es de destacar la sobriedad de sus líneas, y las cuatro escenas sobre la vida de San Pedro, obra de Luis Aldehuela, cuyo colorido armoniza muy bien con los frescos superiores.
En cuanto a la imaginería presente en la parroquia, son de destacar las imágenes de la Virgen de las Angustias, atribuida a Risueño, y de Jesús Preso, obra de Francisco Palma Burgos, entre otras.